# Saison 2009 de l'équipe cycliste La Française des jeux

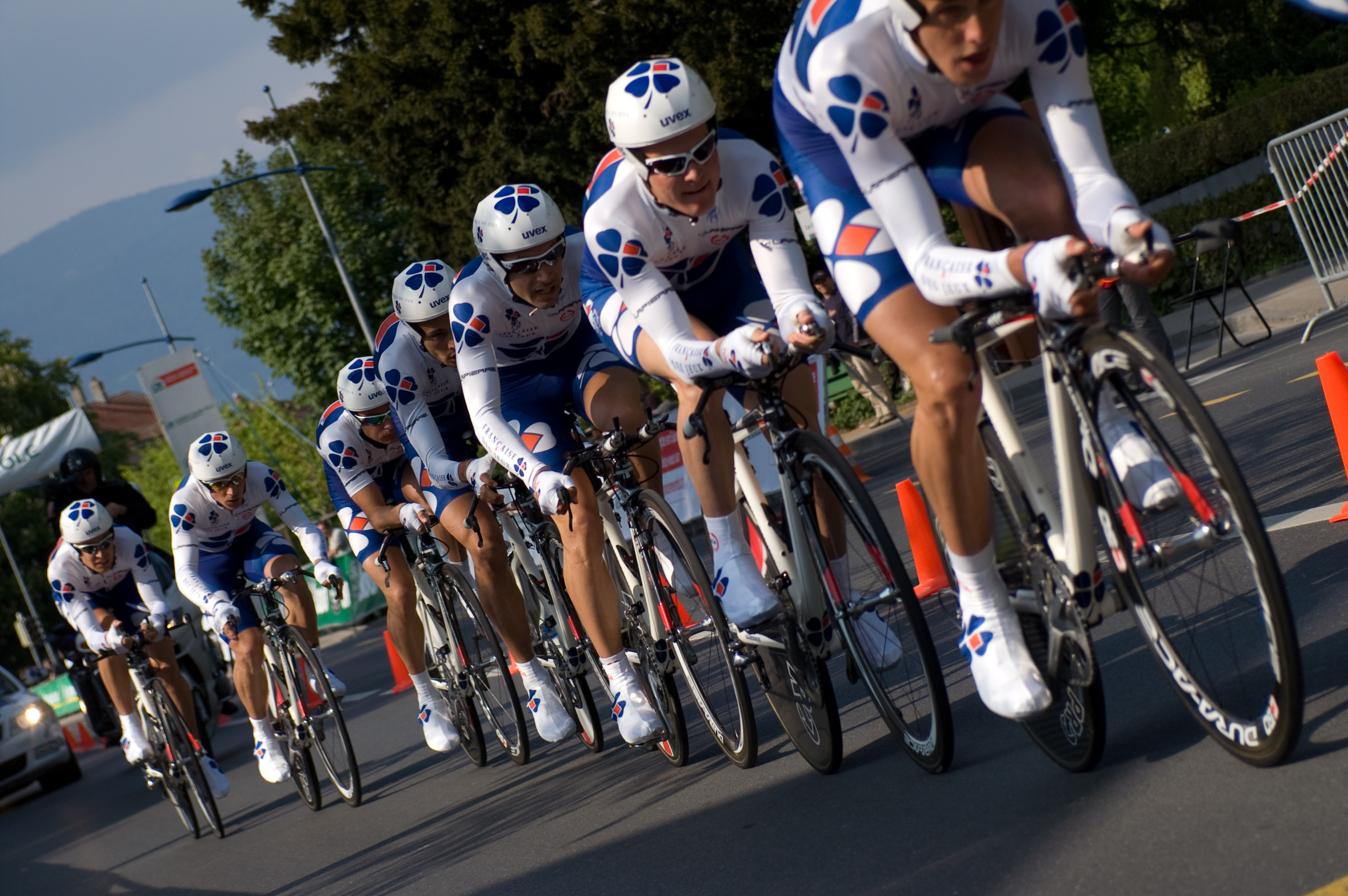
Tour de Romandie 2009

La saison 2009 de l'équipe cycliste La Française des jeux est la treizième de l'équipe.

## Coureurs et encadrement technique

### Effectif
| Cycliste            | Date de naissance | Nationalité      | Équipe 2008            |
| ------------------- | ----------------- | ---------------- | ---------------------- |
| Sandy Casar         | 2 février 1979    | France           | La Française des jeux  |
| Sébastien Chavanel  | 21 mars 1981      | France           | La Française des jeux  |
| Mikaël Cherel       | 17 mars 1986      | France           | La Française des jeux  |
| Jérôme Coppel       | 6 août 1986       | France           | La Française des jeux  |
| Rémy Di Grégorio    | 31 juillet 1985   | France           | La Française des jeux  |
| Aurélien Duval      | 29 juin 1988      | France           | UV Aube                |
| Arnaud Gérard       | 6 octobre 1984    | France           | La Française des jeux  |
| Anthony Geslin      | 9 juin 1980       | France           | Bouygues Telecom       |
| Timothy Gudsell     | 17 février 1984   | Nouvelle-Zélande | La Française des jeux  |
| Frédéric Guesdon    | 14 octobre 1971   | France           | La Française des jeux  |
| Yauheni Hutarovich  | 29 novembre 1983  | Biélorussie      | La Française des jeux  |
| Sébastien Joly      | 25 juin 1979      | France           | La Française des jeux  |
| Matthieu Ladagnous  | 12 décembre 1984  | France           | La Française des jeux  |
| Christophe Le Mével | 11 septembre 1980 | France           | Crédit agricole        |
| Guillaume Levarlet  | 25 juillet 1985   | France           | La Française des jeux  |
| Gianni Meersman     | 5 décembre 1985   | Belgique         | La Française des jeux  |
| Francis Mourey      | 8 décembre 1980   | France           | La Française des jeux  |
| Yoann Offredo       | 12 novembre 1986  | France           | La Française des jeux  |
| Anthony Roux        | 18 avril 1987     | France           | La Française des jeux  |
| Jérémy Roy          | 22 juin 1983      | France           | La Française des jeux  |
| Wesley Sulzberger   | 20 octobre 1986   | Australie        | Southaustralia.com-AIS |
| Benoît Vaugrenard   | 5 janvier 1982    | France           | La Française des jeux  |
| Jussi Veikkanen     | 29 mars 1981      | Finlande         | La Française des jeux  |
| Stagiaire           | Date de naissance | Nationalité      | Équipe 2009            |
| Jocelyn Bar         | 7 octobre 1988    | France           | CC Nogent-sur-Oise     |
| Arnaud Courteille   | 13 mars 1989      | France           | UC Nantes Atlantique   |
| Vincent Dauga       | 11 décembre 1988  | France           | Entente Sud Gascogne   |

## Bilan de la saison

### Victoires

#### Sur route
| Date       | Course                                          | Pays        | Classe | Vainqueur          |
| ---------- | ----------------------------------------------- | ----------- | ------ | ------------------ |
| 13/01/2009 | 1re étape de la Tropicale Amissa Bongo          | Gabon       | 2.1    | Matthieu Ladagnous |
| 18/01/2009 | 6e étape de la Tropicale Amissa Bongo           | Gabon       | 2.1    | Yauheni Hutarovich |
| 18/01/2009 | Classement général de la Tropicale Amissa Bongo | Gabon       | 2.1    | Matthieu Ladagnous |
| 11/02/2009 | 1re étape du Tour méditerranéen                 | France      | 2.1    | Yauheni Hutarovich |
| 14/02/2009 | 5e étape du Tour méditerranéen                  | France      | 2.1    | Yauheni Hutarovich |
| 12/03/2009 | 5e étape de Paris-Nice                          | France      | HIS    | Jérémy Roy         |
| 29/03/2009 | Flèche brabançonne                              | Belgique    | 1.1    | Anthony Geslin     |
| 03/04/2009 | Route Adélie de Vitré                           | France      | 1.1    | Jérôme Coppel      |
| 09/04/2009 | 4e étape du Circuit de la Sarthe                | France      | 2.1    | Anthony Roux       |
| 17/05/2009 | 4e étape du Tour de Picardie                    | France      | 2.1    | Yoann Offredo      |
| 21/05/2009 | 2e étape du Circuit de Lorraine                 | France      | 2.1    | Yauheni Hutarovich |
| 24/05/2009 | 5e étape du Circuit de Lorraine                 | France      | 2.1    | Sébastien Joly     |
| 28/06/2009 | Championnat de Biélorussie sur route            | Biélorussie | CN     | Yauheni Hutarovich |
| 21/07/2009 | 16e étape du Tour de France                     | France      | HIS    | Sandy Casar        |
| 02/08/2009 | Polynormande                                    | France      | 1.1    | Matthieu Ladagnous |
| 06/08/2009 | 2e étape de Paris-Corrèze                       | France      | 2.1    | Wesley Sulzberger  |
| 16/09/2009 | 17e étape du Tour d'Espagne                     | Espagne     | HIS    | Anthony Roux       |
| 18/09/2009 | Grand Prix de la Somme                          | France      | 1.1    | Yauheni Hutarovich |
| 20/09/2009 | Grand Prix d'Isbergues                          | France      | 1.1    | Benoît Vaugrenard  |

#### En cyclo-cross
| Date       | Course                                                        | Pays   | Classe | Vainqueur      |
| ---------- | ------------------------------------------------------------- | ------ | ------ | -------------- |
| 11/01/2009 | Championnat de France de cyclo-cross                          | France | CN     | Francis Mourey |
| 11/10/2009 | Challenge la France cycliste de cyclo-cross #1, Saint-Quentin | France | C2     | Francis Mourey |
| 01/11/2009 | Cyclo-cross international de Marle, Marle                     | France | C2     | Francis Mourey |
| 22/11/2009 | Challenge la France cycliste de cyclo-cross #2, Besançon      | France | C2     | Francis Mourey |
| 13/12/2009 | Challenge la France cycliste de cyclo-cross #3, Quelneuc      | France | C2     | Francis Mourey |
| 26/12/2009 | Internationales Radquer Dagmersellen, Dagmersellen            | Suisse | C2     | Francis Mourey |

### Résultats sur les courses majeures
Les tableaux suivants représentent les résultats de l'équipe dans les principales courses du calendrier international (les cinq classiques majeures, le Tour de France et le Tour d'Espagne). Pour chaque épreuve est indiqué le meilleur coureur de l'équipe, son classement ainsi que les accessits glanés par La Française des jeux sur les courses de trois semaines.

#### Classiques
| Classique            | Milan-San Remo       | Tour des Flandres      | Paris-Roubaix          | Liège-Bastogne-Liège   | Tour de Lombardie   |
| -------------------- | -------------------- | ---------------------- | ---------------------- | ---------------------- | ------------------- |
| Coureur (classement) | Anthony Geslin (27e) | Frédéric Guesdon (29e) | Frédéric Guesdon (12e) | Benoît Vaugrenard (8e) | Mikaël Cherel (48e) |

#### Grands tours
| Grand tour           | Tour d'Italie | Tour de France                   | Tour d'Espagne                    |
| -------------------- | ------------- | -------------------------------- | --------------------------------- |
| Coureur (classement) | Non invitée   | Christophe Le Mével (9e)         | Mikaël Cherel (25e)               |
| Accessits            |               | 1 victoire d'étape (Sandy Casar) | 1 victoire d'étape (Anthony Roux) |

### Classement UCI
L'équipe La Française des jeux termine à la seizième place du Calendrier mondial avec 238 points. Ce total est obtenu par l'addition des points des cinq meilleurs coureurs de l'équipe au classement individuel que sont Christophe Le Mével, 79e avec 58 points, Anthony Roux, 80e avec 56 points, Sandy Casar, 83e avec 54 points, Wesley Sulzberger, 92e avec 50 points, et Benoît Vaugrenard, 125e avec 20 points.
| Rang | Coureur             | Points |
| ---- | ------------------- | ------ |
| 79   | Christophe Le Mével | 58     |
| 80   | Anthony Roux        | 56     |
| 83   | Sandy Casar         | 54     |
| 92   | Wesley Sulzberger   | 50     |
| 125  | Benoît Vaugrenard   | 20     |
| 149  | Yauheni Hutarovich  | 13     |
| 160  | Jussi Veikkanen     | 10     |
| 183  | Jérémy Roy          | 7      |
| 185  | Frédéric Guesdon    | 6      |
| 200  | Mikaël Cherel       | 4      |
| 239  | Sébastien Joly      | 2      |
| 258  | Matthieu Ladagnous  | 1      |